# اثرات جانبی پرتودرمانی بر باروری

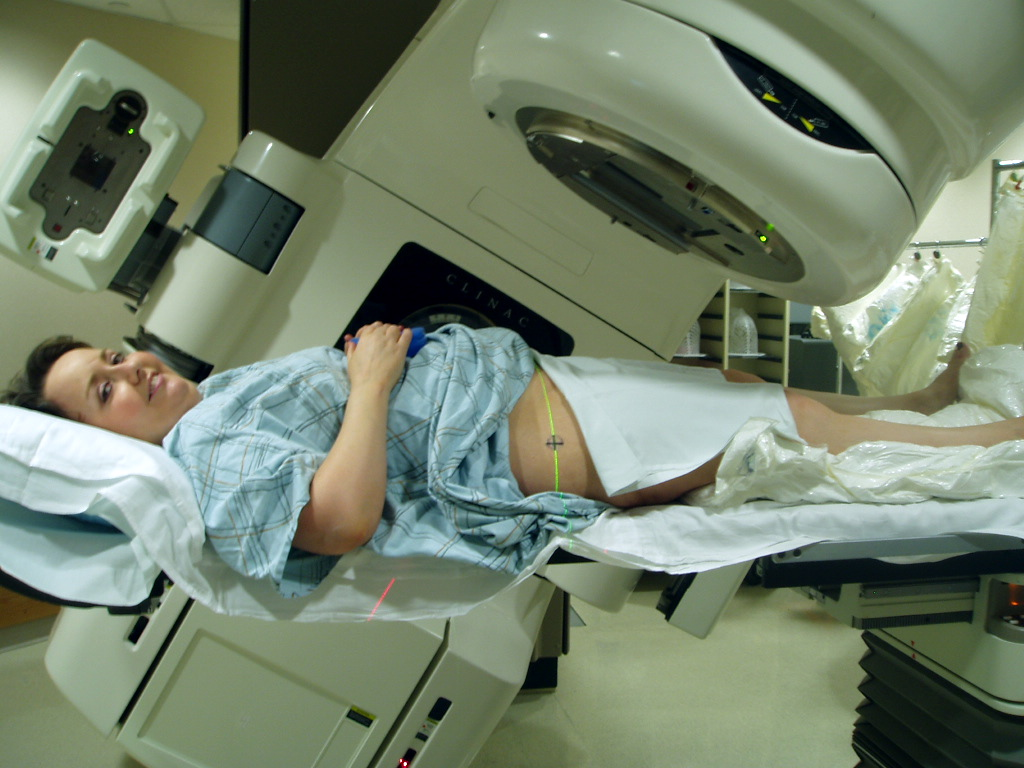
بیماری حین دریافت پرتودرمانی لگن

عوارض جانبی پرتودرمانی بر باروری یکی از نگرانی‌های بزرگ برای بیمارانی است که تحت رادیوتراپی برای درمان سرطان قرار می‌گیرند. پرتودرمانی برای درمان برخی از سرطان‌ها ضروری است و اغلب اولین گام درمان برای بیماران است.
برای شروع تشعشعات را می‌توان به دو دسته تقسیم کرد: پرتوهای یونیزه کننده (IR) و پرتوهای غیر یونیزه کننده (NIR). پرتوهای IR خطرناک تر از پرتوهای NIR است و منبع این اشعه (پرتوهای یونیزه کننده)، اشعه ایکس است که در پزشکی، به عنوان مثال در پرتودرمانی از آن استفاده می‌شود.
پرتوهای یونیزه کننده می‌توانند اثرات متفاوتی بر سلامتی انسان داشته باشند که این تأثیرات به عوامل زیادی از جمله سن، میدان تابش (irradiation field) و دوز مصرف و مدت زمان درمان بستگی دارد. محلی که پرتوها روی آن اثر می‌گذارند نیز مهم است، برای مثال پرتوهای یونیزه کننده در صورت برخورد با ناحیه لگن می‌توانند روی تخمدان، رحم و بیضه تأثیر گذارند. همچنین در اثر برخورد تشعشعات با جمجمه نیز محور غدهٔ هیپوتالاموس-هیپوفیز (HPG-A) را تحت تأثیر قرار داده و عملکرد آن را مختل می‌کند و می‌تواند باعث اختلال متعاقب در ترشح هورمون‌های این محور شود.
در زنان، پرتوهای یونیزه کننده می‌توانند اثرات غیرقابل برگشتی بر روی باروری، به ویژه بر نارسایی تخمدان، متوقف شدن بلوغ و در طی آن ناباروری داشته باشد.
در مردان، استفاده از پرتودرمانی می‌تواند سیستم غدد درون ریز را مختل کند که منجر به تغییر و اختلال در فرایند اسپرماتوژنز (ساخت اسپرم) و در نتیجه باعث کاهش تعداد اسپرم، تحرک اسپرم‌ها، تغییر در مورفولوژی و شکل ظاهری اسپرم‌ها و طول عمر اسپرم شود.

## تأثیر پرتودرمانی بر باروری زنان
پرتودرمانی می‌تواند تأثیرات قابل توجهی بر سلامت و باروری زنان بگذارد. آسیب‌های ایجاد شده متفاوت است و با عواملی مانند سن بیمار و با دوز مصرف و مدت زمان درمان تعیین می‌شود.
برآوردهای دانشمندان نشان می‌دهد که میزان کمتر از Gy2 تشعشع می‌تواند نیمی از تخمک‌های نابالغ یک خانم را از بین ببرد. تخمین زده می‌شود که تخمدان زنان در هنگام تولد بیش از ۱٬۰۰۰٬۰۰۰ فولیکول اولیه را ذخیره می‌کنند که با افزایش سن از طریق فرایندهایی مانند آپوپتوز یا مرگ سلولی تعداد و کیفیت آنها کاهش می‌یابد.
پرتودرمانی این فرایند را تا مقدار زیادی تسریع می‌بخشد و می‌تواند باعث آسیب دائمی با آتروفی فولیکولی (به معنی از بین رفتن فولیکول‌ها در نتیجه آپوپتوز و مرگ سلولی) و کاهش تعداد فولیکول‌ها شود. در نتیجه این تغییرات می‌توانند منجر به اختلال در عملکرد رحم به دلیل تغییر در تولید هورمون‌ها از طریق تخمدان، یائسگی زودرس و خطر ناباروری شوند.
اختلال هورمونی می‌تواند در بیماران زن رخ دهد که شامل کاهش ترشح هورمون LH (هورمون لوتئین کننده) می‌شود که منجر به افزایش خطر نارسایی تخمدان می‌شود. هورمون LH نقش مهمی در رشد جنسی صحیح دارد. بیماری‌های غدد درون ریز بیشتر شامل هیپوگنادیسم (کم‌کاری غده) و هایپرپرولاکتینمی (افزایش هورمون پرولاکتین) است.
تحقیقات همچنان نشان می‌دهد که پرتودرمانی تأثیرات مستقیمی بر روی رحم نیز می‌گذارد که این تغییرات شامل تغییر در تعداد عروق رحم، اندازه رحم و تغییر در خواص ارتجاعی این عضو حساس در بدن زنان است؛ از دیگر مشاهدات این تأثیرات نکروز، آپوپتوز و فیبروز در اندومتر و میومتر رحم می‌باشد. تغییراتی از این قبیل می‌توانند عواقب قابل توجهی در بارداری در زنان ایجاد کنند به گونه ای که تحقیقات و نشان می‌دهد که بیماران سرطانی ای که از پرتودرمانی بهره می‌برند احتمال سقط جنین در آنها بیشتر است یا ممکن است در صورت زنده ماندن جنین وزن کمتری از حد نرمال داشته باشد یا جنین به صورت نابالغ به دنیا بیاید که همگی اینها به میزان دوز دریافتی مادر بستگی دارد.

## تأثیرات طولانی مدت پرتودرمانی در دوران کودکی بر باروری
تعداد بازماندگان سرطان دوران کودکی، به دلیل پیشرفت‌های تکنولوژیکی و تشخیصی رو به افزایش است.
به دلیل پیشرفت‌های تکنولوژیکی و تشخیصی، تعداد بازماندگان سرطان دوران کودکی رو به افزایش است. اما با این وجود، نگرانی‌ها دربارهٔ افزایش اثرات طولانی مدت راه‌های درمان سرطان، مثل رادیوتراپی نیز در حال افزایش است؛ یکی از این اثرات طولانی مدت ناشی از رادیوتراپی دوران کودکی، ناباروری است.
آقایان (پسران) پیش از سن بلوغ که رادیوتراپی را در اندام‌های جنسی خود تجربه می‌کنند ممکن است دچار کاهش اسپرم سازی یا اسپرماتوژنز شوند؛ کاهش تولید اسپرم می‌تواند در اثر آسیب به سلول‌های
زایشی یا سلول زایا، سلول سرتولی یا سلول‌های لیدینگ که در ترشح و ساخت هورمون تستوسترون نقش دارد، باشد.
از عوامل تأثیرگذار در کاهش این موضوع، می‌توان به ۱) میزان و دوز درمان و ۲)همچنین به زمان‌بندی آن اشاره کرد و این دو عامل می‌توانند میزان اختلال در اسپرماتوژنز را تعیین کنند.
در پسران پیش از بلوغ، دوزهای کم (>1-3Gy) می‌توانند باعث الیگواسپرمی (ناباروری مردان) یا آزواسپرمی به معنی کاهش تعداد اسپرم در مایع منی کوتاه‌مدت شوند، در حالی که دوزهای بالاتر (>2-3 Gy) می‌توانند باعث آزواسپرمی دائمی در فرد شوند.
علاوه بر آن، پرتودرمانی بیضه یا پرتودرمانی سیستم عصبی مرکزی (تابش پرتو به بیضه یا سیستم عصبی مرکزی)(CNS در پسران پیش از سن بلوغ بر سطح تستوسترون اثر گذاشته و گاهی باعث هایپرآندروژنیسم می‌شود؛ تابش پرتو به بیضه و اندام‌های جنسی باعث آسیب در سلول‌های لیدینگ که تولیدکننده آندروژن هستند، می‌شود درحالی که پرتودرمانی سیستم عصبی مرکزی بر محور هورمونی هیپوتالاموس-هیپوفیز-گنادها(HPG) تأثیر گذاشته و سبب اختلال آن می‌شود و تولید گنادوتروپین را کاهش می‌دهد.

## پیشگیری و درمان ناباروری ناشی از رادیوتراپی
در پزشکی مدرن، گزینه‌های متعددی برای محدود کردن تأثیر درمان سرطان بر باروری وجود دارد. یکی از اقدامات پیشگیرانه در بانوان، جابه‌جایی اندام‌های جنسی به محلی دورتر از عوامل درمانی موضعی است؛ این روش در حدود ۹۰٪ موفقیت‌آمیز بوده است؛ روش دیگر استفاده از محافظی از جنس سرب محافظ سربی در اندام جنسی آقایان و خانم‌ها بوده که یک اقدام حفاظتی در برابر پرتوهای درمانی بوده و روش کم تهاجم تری است و برای سال‌ها از این روش استفاده می‌شود.
در پسران پیش از سن بلوغ، تکنیک‌های جدیدی مانند استخراج بافت بیضه و فریز کردن آن و همچنین بلوغ آزمایشگاهی اسپرماتوگونیا یا سلول زایای تمایز نیافته که پس از درمان به بافت طبیعی منتقل می‌شود؛ به شدت تحت تحقیق و بررسی هستند.
رایج‌ترین راه حل در آقایان، فریز کردن یا سرماداری اسپرم پس از بلوغ و در بانوان انجماد اووسیت یا تخمک است؛ این فرایند برای خانم‌ها محدودیت سنی کمتری نسبت به آقایان دارد و می‌توان از روش‌های متنوع تکنیک‌های کمک باروری استفاده کرد که عبارتند از:
- لقاح درون رحمی
- استفاده از فناوری کمک باروری
- استفاده از منبع جایگزین برای حفظ باروری
- لقاح مصنوعی[۶]

رویکرد آینده نسبت به این مشکل، استراتژی‌های محافظت سلولی با استفاده از درمان‌های هورمونی برای تغییر محور HPG-A به منظور حفاظت از اعضای تولید مثل در برابر پرتودرمانی متمرکز است. با اختلال در فرایند گامتوژنز یا کاهش حساسیت سلول‌های زا یا، به حالت سکونی دست می‌یابند که کمتر تحت تأثیر عوارض جانبی درمان سرطان باشد.